# Gmina zbiorowa Lachendorf
Gmina zbiorowa Lachendorf (niem. Samtgemeinde Lachendorf) – gmina zbiorowa położona w niemieckim kraju związkowym Dolna Saksonia, w powiecie Celle. Siedziba administracji gminy zbiorowej znajduje się w miejscowości Lachendorf.

## Podział administracyjny
Do gminy zbiorowej Lachendorf należy pięć gmin:
1. Ahnsbeck
2. Beedenbostel
3. Eldingen
4. Hohne
5. Lachendorf